# اوشترهایده
اوشترهایده (به آلمانی: Osterheide) یک منطقهٔ مسکونی در آلمان است که در هایدکرایس واقع شده‌است. اوشترهایده ۸۱۵ نفر جمعیت دارد.